# Quilograma-força
Quilograma-força é uma unidade definida como sendo a força com que a Terra atrai uma massa de um quilograma sujeita à ação de sua gravidade ao nível do mar e a 45° de latitude. É abreviada como kgf. Ao se converter 1 kgf para newton (N), o valor é numericamente igual ao valor da gravidade nas condições acima, como pode ser provado matematicamente.
Ainda que a aceleração gravitacional varie de ponto para ponto do globo, é considerado o valor padrão de 9,80665 m/s2. Assim, um quilograma-força é por definição igual a 9,80665 newton, já que é relativo a uma força exercida pela atração gravitacional em uma massa de um quilograma.
O quilograma-força é uma unidade não-padrão e é classificada no Sistema Internacional de Unidades (SI) como uma unidade que não é aceita para uso com o SI.

## Uso
O quilograma-força nunca fez parte das unidades do Sistema Internacional implementado em 1960 e que possui como unidade de força o newton. Todavia, já foi uma unidade de medida amplamente utilizada, nomeadamente na indústria aeronáutica, onde indicava a impulsão de grandes foguetes. Hoje em dia ainda é usada por vezes pela Agência Espacial Europeia.

## Conversão de unidades[5]
- 1 kgf ≈ 9,80665 N
- 1 N ≈ 0,10197 kgf